# Cortes de Ocaña de 1469
Las Cortes de Ocaña de 1469 fueron una reunión de las Cortes de Castilla acaecida en la localidad toledana de Ocaña durante los primeros meses del año 1469, en el reinado de Enrique IV. Tuvieron como finalidad jurar a Isabel de Castilla princesa heredera del trono, consensuar las reformas necesarias para poner orden en el reino y, como era habitual, otorgar un servicio fiscal al monarca. No todas las ciudades con voto en Cortes estuvieron presentes en estas reuniones, y otras retardaron notablemente el envío de sus representantes.
Entre los temas tratados más destacados estuvieron la revocación de mercedes concedidas a la nobleza, la reforma monetaria, fiscal, y judicial, la provisión de los cargos públicos, el restablecimiento de la alianza francesa y el buen uso de los servicios de Cortes.

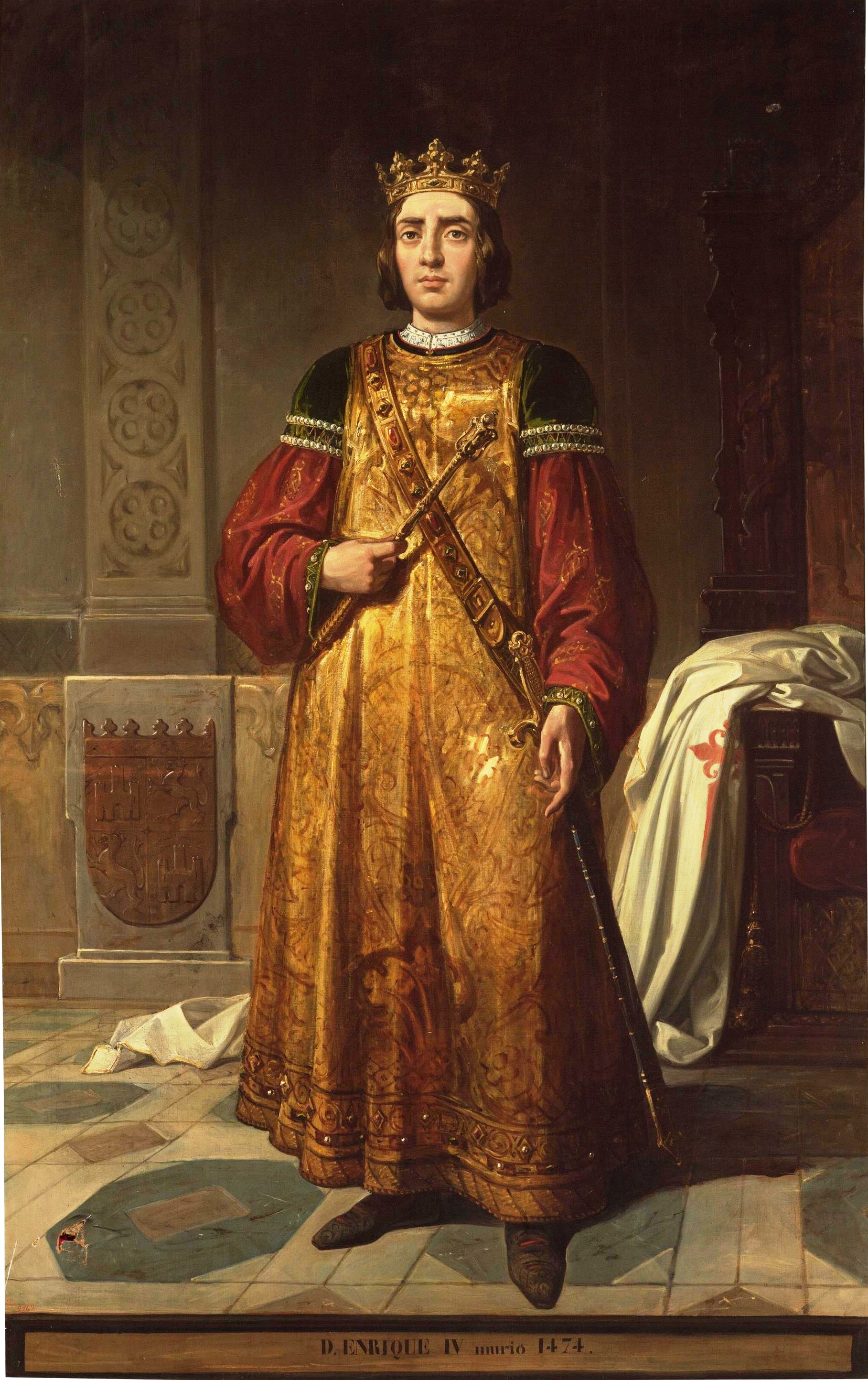
Retrato de Enrique IV de Castilla

## Convocatoria
Las Cortes de 1469 fueron convocadas por Enrique IV de Castilla el 24 de septiembre de 1468 desde Casarrubios del Monte. En la circular enviada a las ciudades, el monarca manifestó dos razones para efectuar dicha convocatoria. La primera de ellas, para que su hermana Isabel de Castilla fuese jurada como princesa heredera, y la segunda, en términos más generales, se refería a la necesidad de pacificar el reino y consensuar las reformas pertinentes. Además, pidió a las ciudades enviar los mismos procuradores que habían asistido en las anteriores Cortes de Segovia de 1466, ya que consideró que se hallaban inconclusas.

## Complicaciones
La reunión de las Cortes de 1469 estuvo atravesada por un halo de dificultades. Cuenca y León retrasaron considerablemente el envío de sus diputados, los de Toledo apenas asistieron en alguna ocasión, mientras que los de Sevilla, Córdoba, Jaén, Murcia y Guadalajara simplemente se ausentaron.

### Cuenca
Una vez llegada la carta de la convocatoria, el concejo de Cuenca se aprestó el 11 de octubre a designar a sus dos procuradores: Pedro Carrillo de Albornoz y Alfonso Cabrera. Si bien es probable que hayan asistido a la jura de la princesa Isabel, lo cierto es que se ausentaron a la hora de presentar las peticiones al monarca. El 21 de enero de 1469 los pocos diputados reunidos en Ocaña dirigieron una carta a la ciudad suplicando que enviase sus representantes, pues a raíz de su ausencia no habían querido presentar los capítulos de reformas al rey.
Al día siguiente, comunicaron a la ciudad que su petición a Enrique IV referente a poder acuñar moneda menuda en ella por los problemas que atravesaba no podía ser válida hasta consensuar primeramente entre todos los procuradores una reforma monetaria general, sobre la que luego se podrían fijar las excepciones y los casos especiales. A todas estas misivas Cuenca recién respondió el 17 de febrero de 1469, dando a entender que había dado un poder de procuración a Juan de Salcedón, pero que luego de revocado, este se había obstinado en abandonar la Corte permaneciendo en ella en calidad de diputado. En otra carta dirigida a los procuradores reunidos en Ocaña anunció, por fin, el envío de sus representantes.

### León
Al igual que ocurrió con Cuenca, los procuradores reunidos en Ocaña junto a Enrique IV rogaron a León que envíase sus procuradores, aunque en realidad en términos más duros, pues afirmaron que de persistir en su negativa iniciarían los debates y tomarían los acuerdos necesarios como si las Cortes estuviesen completas. Finalmente, León envió sus procuradores: fueron Juan de Villamizar y Gonzalo de Villafañe. 

### Toledo
Toledo al parecer sí envió procuradores, Alfonso de Silva y Álvaro de Toledo, pero éstos no asistieron más que una fracción muy reducida de las mismas, por lo que en la práctica se puede decir que la ciudad se ausentó en las Cortes de 1469.

### Andalucía, Murcia y Guadalajara
Tanto Sevilla, como Córdoba, Jaén y Murcia (esta última sometida al dominio del Adelantado) no enviaron representantes a las Cortes de Ocaña de 1469 por tratarse de núcleos alfonsinos que no aceptaban el arreglo adoptado a instancias del valido Juan Pacheco en los Toros de Guisando. La misma actitud sostuvo la ciudad de Guadalajara, que defendía la causa de Juana la Beltraneja, la cual precisamente se disputaba la sucesión con la que iba a ser jurada princesa heredera en estas Cortes: Isabel.

## Peticiones de los procuradores

### Primeras peticiones
El 15 de marzo de 1469 los procuradores reunidos en Ocaña elevaron al rey una petición que pedía, con base en un juramento hecho por Juan II en 1442 y también suscrito por él mismo, que no se enajenasen del patrimonio real ninguna renta, tierra, ni vasallos, pues se hallaba prácticamente esquilmado en su totalidad. La solicitud al monarca, que se encontraba por ese entonces en Madrid, vino dada a raíz de ciertas informaciones que hablaban de concesiones regias de vasallos. Consecuentemente en ese sentido, los procuradores suplicaron a Enrique IV que dichas mercedes no se concretasen, y que se comprometiese a respetar el juramento realizado por Juan II «pues esta debda entre otras deve a sus Reynos». En realidad, más que una petición se trató de una exigencia, pues de no hacer caso los diputados advirtieron que:

Vuestros Reynos usarán de los remedios de la dicha ley e de todos los otros que les fueren permisos para conservar la potencia e vigor de la Corona real.

Asimismo, constituyó una crítica a la política enriqueña de concesión indiscriminada de mercedes:

De poco tiempo acá muchos pequennos son fechos grandes, e muchos grandes son fechos mayores.

El 19 de marzo, seis representantes de los propios procuradores (a saber, Iñigo Díaz de Arceo, procurador por Burgos, Gonzalo de Villafañe, por León, Rodrigo del Río, por Segovia, Rodrigo de Morales y Gonzalo de Molina, por la ciudad de Soria, y Francisco de Valdés, procurador de Zamora) le entregaron la petición al rey en la localidad Villarejo de Salvanés. Enrique IV se negó a leer el documento en el momento y respondió que lo examinaría más tarde. Gonzalo de Villafañe se avino entonces a expresar a viva voz su contenido, pero el rey simplemente la entregó a su secretario Juan de Oviedo para responderla llegada la ocasión.
Dos días después, el 21 de marzo, los procuradores se reunieron con la princesa Isabel en las casas del licenciado de la Cadena, en Ocaña, donde la futura heredera del trono dio lectura del documento y, en lo que vino a ser un acto simbólico, afirmó que ella haría todo lo posible para que su hermano Enrique IV cumpliese la petición.

### Cuaderno de Cortes
El cuaderno de peticiones data del 10 de abril de 1469 y contiene 30 de ellas, que se pueden agrupar en los apartados que se describen a continuación.

#### Revocaciones de mercedes
Las primeras peticiones vienen en sintonía con el documento presentado al monarca en marzo. Se solicita a Enrique IV que en adelante no se lleven a cabo concesiones de vasallos y que se anulen las posteriores a 1464, por ser causas todas ellas de la pérdida de las libertades ciudadanas. Además, hacen un llamado a la rebelión antiseñorial cuando le piden al rey que autorice a las villas y ciudades concedidas a la nobleza en los últimos años a armarse y sublevarse contra sus señores:

E que puedan tomar e ocupar las fortalezas e castillos de los tales logares para la dicha corona real.

El monarca respondió que, si bien reconocía la validez de estas peticiones, se veía impotente para cumplirlas, y que su aplicación acarrearía peores daños al reino de los ya vividos en la guerra civil.
Pero las pretendidas revocaciones incluían también otros tipos de mercedes: las dadas a personas de todos los estados y condiciones, a los cabildos, universidades y conventos. Se enumeran, entre otras, las quitaciones fijas asentadas en los libros reales y los juros vitalicios o por heredad, todas las cuales, según los procuradores, significaban un gasto enorme para el Estado y debían ser suprimidas o recortadas sin excepción alguna. Nuevamente asisten en este punto a una negativa real.
La siguiente petición solicita proceder del mismo modo con las mercedes dadas en plena guerra civil, durante la campaña de Simancas, a saber: cartas de hidalguía incluso firmadas en blanco, privilegios para tener ferias en ciertos lugares con franqueza de alcabalas y otros tributos, exenciones de pedidos y monedas, de moneda forera, yantares, martiniegas, aunque en este punto exceptuando a las ciudades con voto en Cortes, separación de ciertas villas de las jurisdicción de otras, escribanias de cámara, monterías, escuderías de caballo, secretarías y guardas. En esta petición las Cortes obtuvieron satisfacción, menos en lo que refiere a la separación de ciertos lugares de las villas de las que dependían originalmente. En cuanto al privilegio de las ciudades para seguir gozando de las exenciones de pedidos y monedas, el monarca simplemente se abstuvo de tratar la cuestión, quedando todo en un silencio ambiguo.
Las siguientes revocaciones se referían a los oficios acrecentados, es decir, oficios dados a una determinada persona por merced real y que conllevaban a un aumento de los integrantes de las corporaciones municipales, de allí su caracterización de "acrecentados".

#### Rentas
Los procuradores mostraron su preocupación por quienes, teniendo desde siempre mercedes y rentas asentadas en los libros reales (se habla específicamente de escuderos, caballeros, dueños, doncellas e hidalgos), las perdían o veían disminuir sus ingresos a causa de la precariedad financiera de la Corona. Enrique IV respondió que sus rentas se hallaban esquilmadas, pero que vería la forma de calmar sus necesidades.
Se repitió, como era habitual hacerlo en las todas las Cortes anteriores, el problema de la paga puntual de los castillos fronterizos, a los cuales siempre les faltaba mantenimientos y el sueldo de los oficiales que trabajaban en ellos.
Los procuradores se quejaron también de que el monarca, a pedido del algunos nobles, había seguido recaudando un impuesto de montazgo sobre los ganados (establecido por el infante Alfonso mientras fue rey), incluso en zonas originalmente exentas de contribuir, lo que redundaba en perjuicio para los dueños de ganado. 

#### La Hermandad
Con el fin de averiguar el destino de los cuantiosos fondos destinados a la Hermandad, se estableció la formación de una comisión compuesta por dos miembros del Consejo para que tomasen cuentas al tesorero de la citada organización, presente en Ocaña.

#### Orden público
En este plano los procuradores denunciaron los abusos de la guardia real, las exacciones de los señores poderosos, que expulsaban caprichosamente a sus enemigos de sus tierras, y la apropiación por parte del conde de Salinas de las villas de Pancorbo y Miranda de Ebro, pertenecientes a Burgos. Se pidió al monarca reveer estos asuntos para proveerles alguna solución.

#### Hacienda
Los procuradores peticionaron para que los arrendadores, recaudadores y receptores del reino se presentasen ante los contadores de cuentas para dar fe de su labor, ya que en su poder retenían importantes sumas de dinero. Sugirieron la elaboración por parte de los contadores mayores de una relación dónde se especificase qué partidos, tributos y recaudadores habían estado al frente de ellos, lo que permitiría poner al día las cuentas hasta el año 1468.
Otra petición de los procuradores se refería a la revocación de las cartas de finiquito dadas durante la guerra civil, por las cuales aceptó recibir menos dinero del que debería haber ingresado a las arcas reales, acuciado por perentorias necesidades fiscales. 
A ambas peticiones Enrique IV respondió afirmativamente, y en la cuestión de los finiquitos, ordenó que se descontasen de las cantidades que se le tenían que pagar, todos los gastos que habían hecho sus poseedores en recibirlas, además lo que habían pagado en su momento por ellas, más otra cantidad similar a esta última.

#### Las Cortes y la Hacienda
Los procuradores manifestaron al monarca cierta desconfianza hacia el uso y finalidad que se les daba a los servicios de Cortes:

Por manera que vuestros rreynos mas socorrian a las voluntades e cobdicia de algunas personas que a vuestra necesidad.

Propusieron entonces elegir entre ellos una diputación permanente que se encargase de vigilar el destino de los fondos aportados por las ciudades. Enrique IV aprobó la petición, y además de comprometerse a hacer un buen uso de aquellos, aseguró que no se expediría ninguna carta de recaudación sin que estuviese firmada por la diputación permanente. 

#### La moneda
Los procuradores expusieron el tema monetario como de máxima urgencia, pues consideraron que perjudicaba no solo a los pobres y mendigos sino también a otras capas sociales más beneficiadas; era, en fin, la raíz del desorden económico en que estaba sumido el reino.
En este sentido, pues, propusieron las siguientes medidas:
- Confiar al conde de Haro la tarea de convocar a los mejores monederos del reino; o en su defecto, si el conde rechazase su tarea, reemplazarlo con una persona del Consejo Real elegida por el monarca entre dos miembros de dicha institución previamente elegidas por las Cortes. En realidad, esta petición no fue respondida por el soberano, aunque los nobles dieron ciertas garantías a los procuradores como luego se verá.
- Acuñar suficiente moneda.
- Igualar la moneda menuda con la gruesa.
- Respetar el orden a seguir en las acuñaciones, establecido por las Cortes.
- Penalizar a los infractores de las ordenanzas.
- Solicitar al papa el permiso para imponer penas de excomunión.
- Exigir a los integrantes del Consejo Real un juramento con el que se comprometiesen a cumplir lo acordado.

#### La Real Audiencia
En este ámbito, los procuradores de Cortes pidieron una reforma que permitiese a dos o tres diputados participar, junto con el Consejo Real, en la designación de los principales oficios de justicia de la Real Audiencia y Chancillería de Valladolid. El monarca Enrique IV aprobó la petición y consignó que hasta encontrar otros fondos de numerario, dichos procuradores serían pagados utilizando los servicios de Cortes.

#### Confirmación de cuadernos antiguos
Se solicitó al monarca que se publiquen las leyes contenidas en el cuaderno de las Cortes de Salamanca de 1465, porque la guerra civil lo había postergado y los jueces dudaban en aplicar todo lo acordado en esta reunión.

#### El Consejo de Justicia
Los procuradores le recordaron a Enrique IV sus obligaciones como rey:

El oficio del rrey asy por su primera ynvencion como por su nonbre es rregir, y ha se de entender, bien rregir, por que el rrey que mal rrige no rrige, mas disipa; sigue se que pues quitar e determinar quistiones y dar a cada uno lo suyo es oficio de rrey e este tal exercicio se llama justicia.

Según expusieron, la decadencia en la administración de la justicia real venía dada por la mala provisión de los oficios, el pago defectuoso de sus funcionarios y el alejamiento del Consejo de justicia de la Corte del rey. Ponderado aquello, y a fin de lograr un buen funcionamiento de la institución, se decantaron a pedir una reforma que fuese aplicada por ellos junto con los miembros del Consejo. Enrique IV aprobó la medida y confió el nombramiento de los distintos oficiales al arzobispo de Sevilla y al obispo de Sigüenza.

#### Otros temas de la justicia
Hay otras cuestiones de trámite administrativo, repetidas en anteriores reuniones de Cortes. Es el caso, por ejemplo, de las cartas reales que tocan a la parte y que generan múltiples perjuicios a los particulares debido al poco control con que se procede a su libramiento. Para un correcto control, se solicitó que el Consejo de justicia entienda en el tema.
Asimismo, se pidió al rey que en adelante no incurriese en una acción de desprestigio de su persona como lo era la venta de cartas y cédulas en blanco, ya fuesen solamente con su firma o con ciertas partes sin rellenar. No obstante, consta que esta petición no tuvo respuesta alguna por parte de Enrique IV.

#### Cargos públicos
En lo que se refiere a la provisión de los cargos públicos, las Cortes de Ocaña realizaron las siguientes peticiones:
- Frenar y revertir el aumento del número de Contadores Mayores de Hacienda y de cuentas (que volvían a los órganos de Hacienda ineficaces), de monederos, y de escribanos de cámara.
- Prohibir a los judíos ocupar arrendamientos de tributos reales.
- Terminar con los abusos fiscales derivados de la compra-venta de oficios de escribano, Registrador, alguacil, Contador Mayor etc, solicitando la intervención de una comisión mixta compuesta por integrantes del Consejo y representantes de los procuradores.

#### Relaciones exteriores: restablecimiento de la alianza francesa
Una de las peticiones, concretamente la anteúltima, contemplaba la revisión de las relaciones exteriores de Castilla, y en ese sentido, se abogó por el abandono de la alianza inglesa y el restablecimiento de las relaciones con el reino francés.

## Promesa de los nobles a los procuradores
El 25 de abril Juan Pacheco, el conde de Haro, el arzobispo de Sevilla y el obispo de Sigüenza dieron forma a un documento en el que cada uno en su propio nombre y en el del Enrique IV, garantizaba el cumplimiento de todo lo acordado en las Cortes, haciéndose en la práctica responsable de las decisiones del monarca.
El texto se encuentra organizado en seis puntos o apartados. El primero de ellos, además de comunicar que el rey respondería todas las peticiones y que designaría él mismo a quienes integrarían la diputación permanente, fija un plazo de diez días para nombrar las personas que se encargarían de hacer cumplir las propuestas consignadas por los procuradores en el cuaderno de Cortes. 
En segundo y tercer lugar, los diputados recibían satisfacción en la cuestión monetaria y de reforma de la justicia real. En cuarto lugar, el rey (o más bien los nobles en su nombre) promete respetar los términos del otorgamiento del servicio, ya fijados para entonces, aunque de forma no oficial. 
En el quinto apartado los procuradores se aseguran el libramiento de todos los documentos necesarios para cobrar sus mercedes reales como procuradores y en el sexto y último apartado los nobles se comprometen a pagarles todas las cantidades que solicitasen, en un plazo de diez días.

## Otras ordenanzas internas

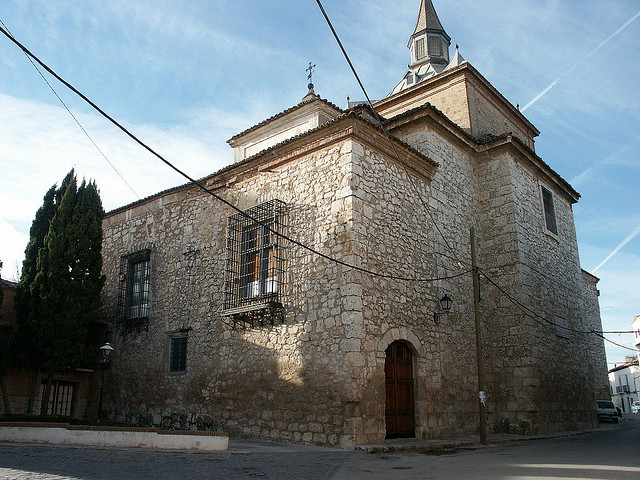
Iglesia de San Juan, donde se reunieron los procuradores el 26 de abril para redactar las ordenanzas y posteriormente, crear la diputación permanente

El 26 de abril los propios procuradores de las Cortes, reunidos en la capilla de Chacón, iglesia de San Juan Bautista, redactaron una serie de ordenanzas a las cuales dotaron del grado de leyes y por las que:
- Los procuradores ausentes, habiendo sido convocados, no podrían participar en los beneficios económicos habituales que acarreaban los oficios de procurador.
- No se recibiría ningún procurador procedente de alguna ciudad sin derecho a estar representada en Cortes.
- Los libramientos recibidos por un diputado situados en los lugares de donde es oriundo tendrían preferencia absoluta sobre cualquier otra clase de libramientos hechos a otros procuradores, personas o al mismo rey.
- Juan Díaz de Alcocer se desempeñaría como escribano vitalicio de las Cortes.

## Otorgamiento del servicio
Finalmente el 28 de abril, en una reunión en la que estuvieron presentes todos los procuradores, se firmó el otorgamiento del servicio al monarca. Este mismo ascendió a la suma de noventa y tres cuentos de maravedís, pero se trataba en realidad de la suma acordada en las Cortes de Salamanca de 1465, ochenta y siete cuentos, que no habían podido cobrarse, más otros seis que se debían a la diferencia del valor de la moneda y a otras necesidades añadidas (el pago a la princesa Isabel, el envío de una delegación a Roma, los honorarios de los procuradores etc.). La recaudación de estos seis cuentos se dividió en dos años, con tres cuentos a recoger por cada uno, y en dos monedas y pedido, al igual que la de la totalidad del servicio. En este caso, sin embargo, se recurrió a otro sistema por el cual el servicio se dividió en dos partes iguales que constituyeron dos otorgamientos distintos: según esta disposición, el primero de ellos correría a partir de dichas Cortes, mientras que el segundo solo sería mandado a percibir en noviembre de 1469 si la diputación general consideraba que el anterior había sido utilizado correctamente. Mientras tanto, el arzobispo de Sevilla sería el encargado de tenerlo en su poder.
Los plazos fijados para la recaudación de los maravedís del primer otorgamiento quedaron así: el total de cuarenta y seis cuentos y medio, en dos pagas de dieciocho monedas y pedido, la primera a fines de junio, y la segunda, a fin de agosto de 1469. Los plazos de la recaudación del segundo otorgamiento, quedaron pendientes de ser fijados para cuando se revisase en noviembre.
Entre tanto, los diputados pidieron que sus salarios se cobrasen en los pedidos y monedas del primer año (1469), sin que pudiesen verse disminuidos por ningún derecho fiscal impuesto por el Estado, y que se les asignase una suma de 4.100.000 maravedís. Asimismo, solicitaron que se les permitiese nombrar entre ellos mismos a dos tesoreros para que recibiesen las cantidades procedentes de todas las circunscripciones del reino. Otras medidas propuestas contemplaron:
- Que el reino de Galicia contibuyese lo que le correspondía.
- Que las cartas dirigidas a cada uno de los lugares, por las que se les informaba la cantidad que debían aportar, fuesen firmadas tanto por los miembros del Consejo y los contadores mayores como por dos diputados elegidos por los demás restantes.

El cumplimiento de todas estas disposiciones correría a cuenta de unos procuradores que residirían en la Corte, y que terminaron constituyendo la diputación permanente. Consta que la creación de este organismo se dio en una ceremonia realizada en la capilla de Santa María, en la iglesia de San Juan, (ignorandose la fecha concreta), y que quedó compuesto por Iñigo de Arceo, Alfonso de Deza, Rodrigo de Valderrábano y Pedro de Ayala.

## Lista de procuradores
Como era habitual en toda reunión de Cortes, los procuradores recibieron dádivas y honorarios por parte del monarca. Para pagar estas retribuciones se necesitó un total de 4 100 000 maravedís, los cuales repartidos muchos de los diputados recibieron hasta 200.000 maravedís de sueldo. A continuación se presenta la lista de dichos procuradores:
Por Burgos:
- Iñigo Díaz de Arceo
- Antonio Sarmiento

Por León:
- Juan de Villamizar
- Gonzálo de Villafañe

Por Zamora:
- Francisco de Valdés
- Alfonso de Valencia.

Por Toro:
- Rodrigo de Ulloa
- Alfonso de Deza.

Por Salamanca:
- Antón Núñez
- Rodrigo Maldonado.

Por Segovia:
- Alfon González de la Hoz
- Rodrigo del Río.

Por Ávila:
- Álvaro de Bracamonte
- Rodrigo de Valderrábano.

Por Soria:
- Rodrigo de Morales
- Gonzalo de Molina.

Por Valladolid:
- García López
- Pedro Daza.

Por Cuenca:
- Alfonso Cabrera
- Rodrigo de Torres.

Por Madrid:
- Pedro Núñez de Toledo
- Pedro de Ayala.